# Geert Kruizinga

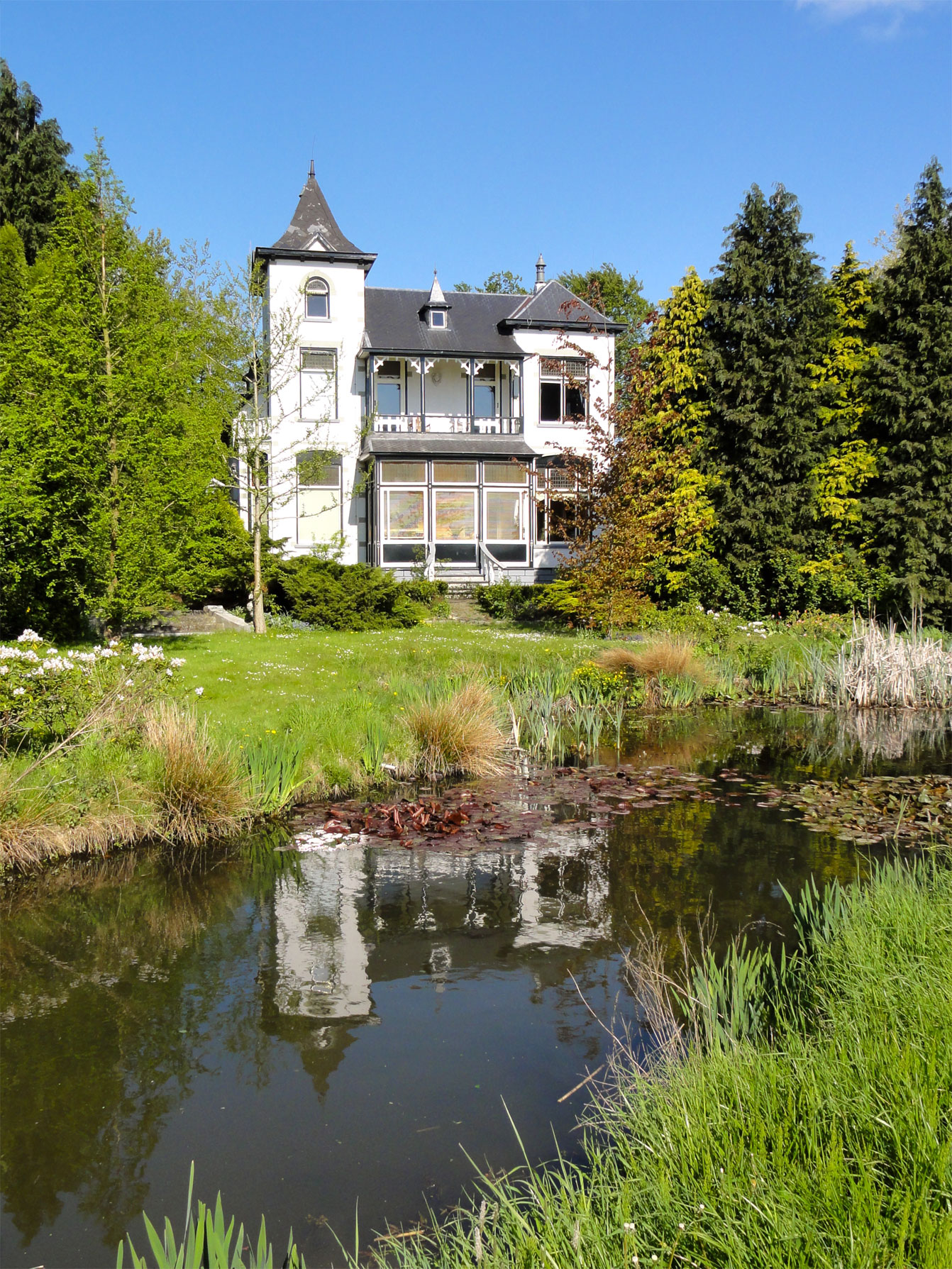
De door Kruizinga ontworpen villa aan de Verlengde Hoofdweg 9 in Nieuw-Beerta

Geert Kruizinga (Oostwold, 7 mei 1863 - Midwolda, 23 september 1949) was een Nederlandse architect.

## Leven en werk
Kruizinga werd in 1863 in Oostwold geboren als zoon van de timmerman Nanno Kruizinga en van Jantje Buiskool. Hij werkte als architect in Oost-Groningen. Hij ontwierp diverse bouwwerken in een eclectische bouwstijl. Hij ontwierp onder meer de monumentale villa aan de Verlengde Hoofdweg 9 in Nieuw-Beerta (1914). Ook andere monumentale gebouwen in Oost-Groningen zijn door hem ontworpen of worden aan hem toegeschreven, waaronder rentenierswoningen aan de Zuiderstraat 34 in Noordbroek (1910) en aan de Hoofdweg 99 in Midwolda (1904), een dwarshuisboerderij in eclectische stijl (1894/1934) en het voormalige stoomgemaal (1919), beide in zijn woonplaats Oostwold. Al deze gebouwen zijn inmiddels erkend als rijksmonument.
Kruizinga trouwde op 9 november 1892 met de kasteleinsdochter en weduwe Grietje Smith die, evenals hijzelf, geboren was in Oostwold. Zijn neef en oomzegger Nanno Jakob Kruizinga ontwierp na de Tweede Wereldoorlog het nieuwe gebouwencomplex in de Johannes Kerkhovenpolder in Groningen.
Kruizinga overleed in september 1949 in Midwolda op 86-jarige leeftijd.

## Afbeeldingen

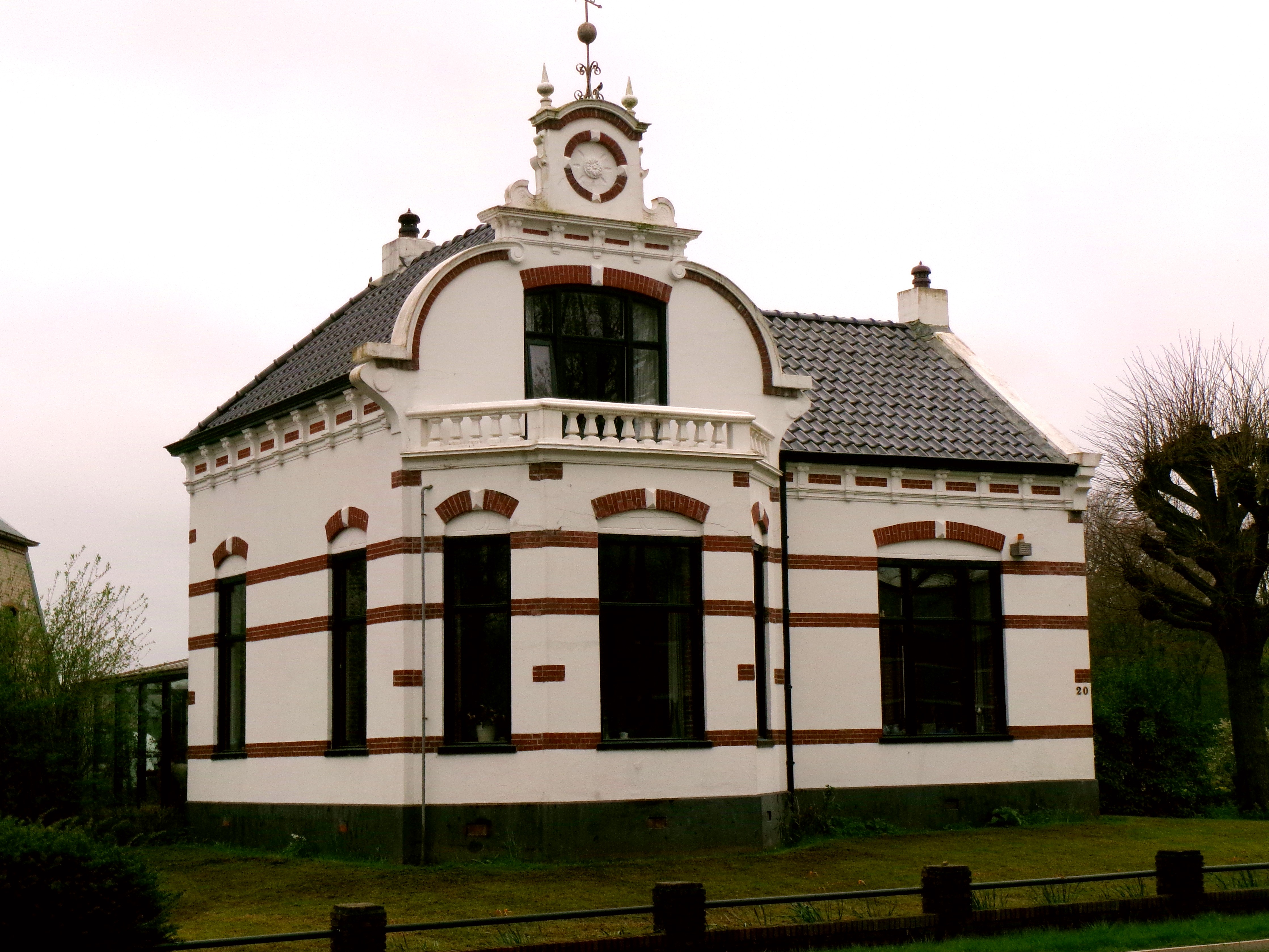
Herenboerderij aan de Zuidlaarderweg 20 in Tynaarlo.
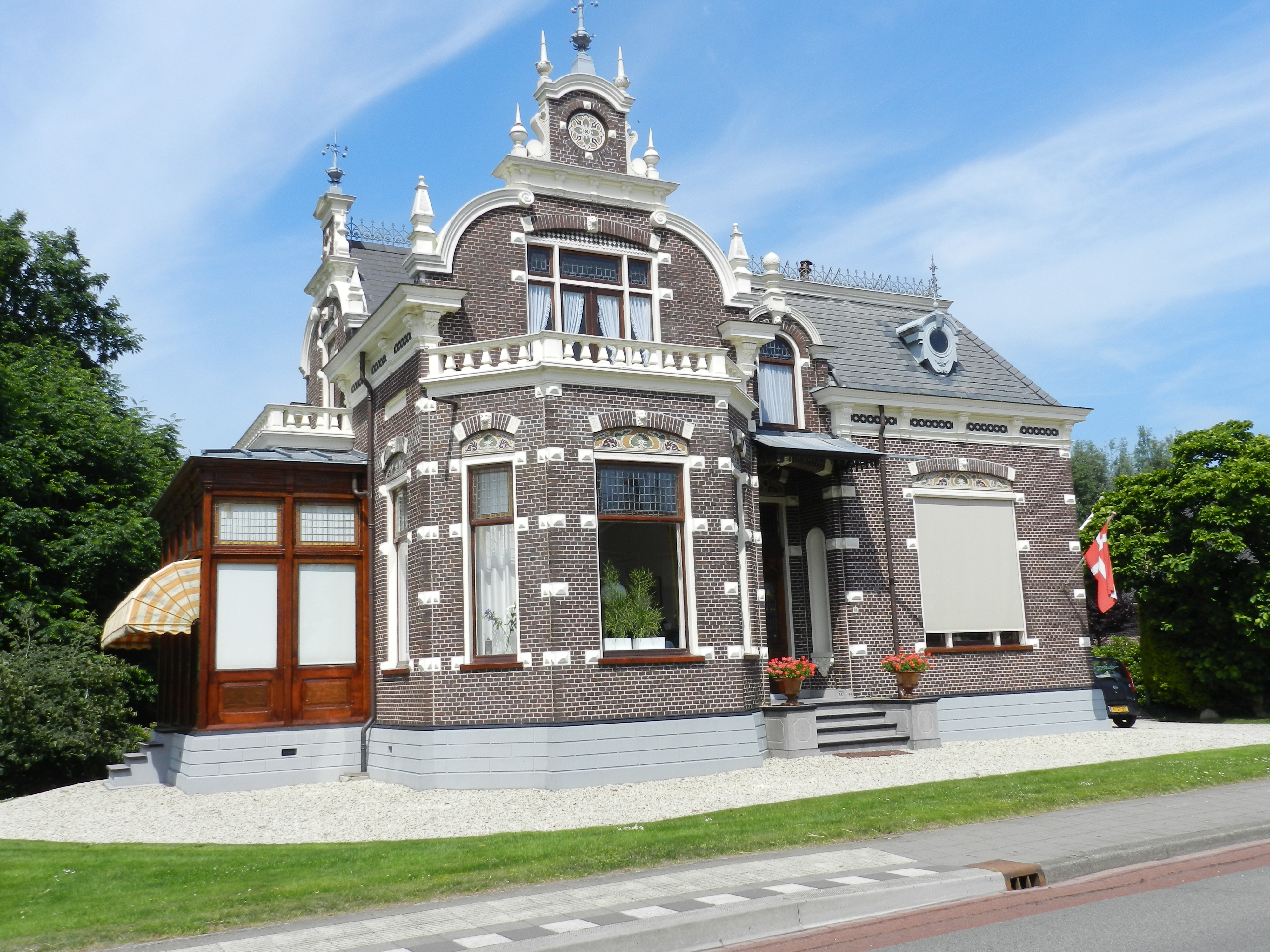
Rentenierswoning aan de Hoofdweg 99 in Midwolda.
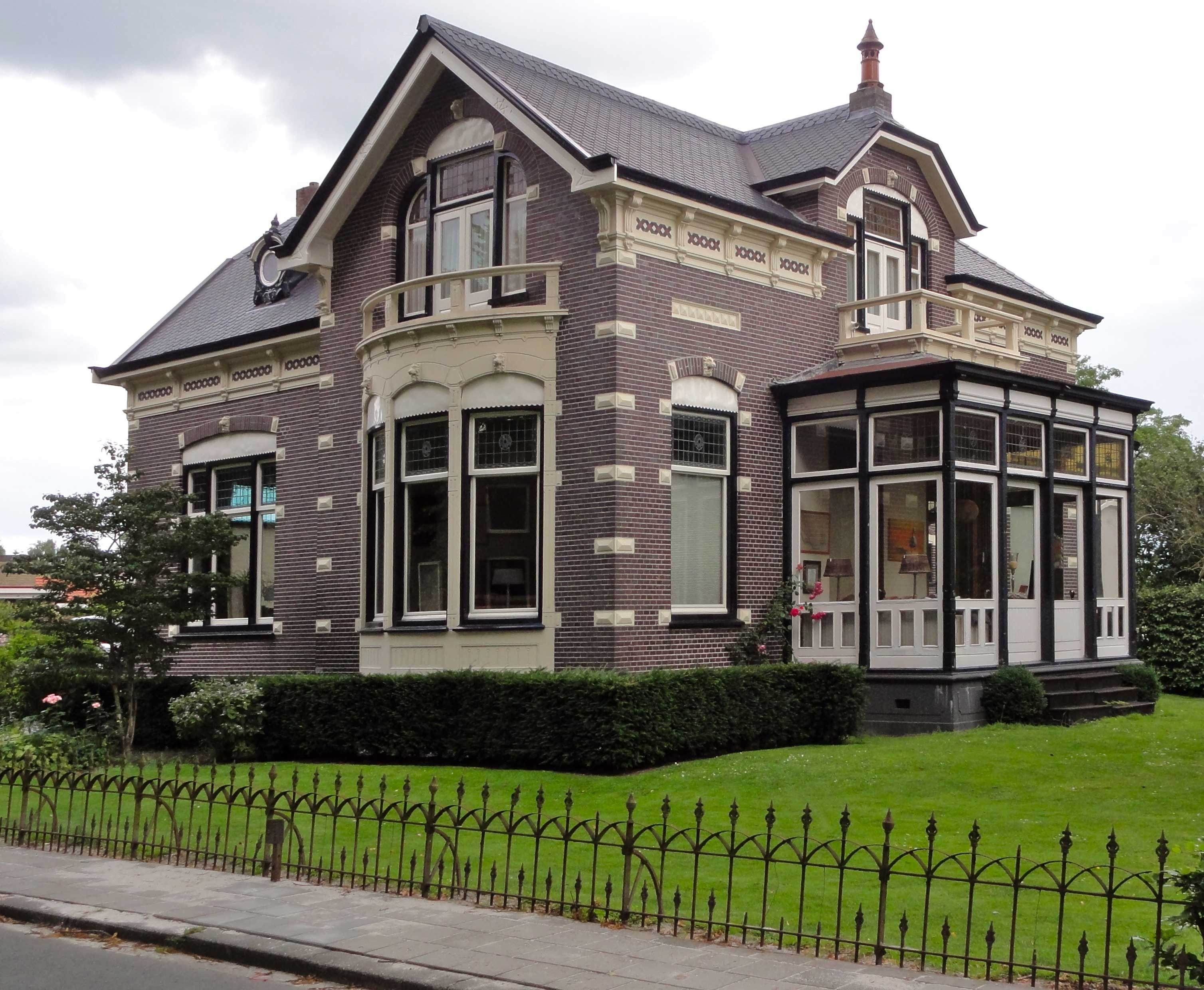
Villa aan de Zuiderstraat 34 in Noordbroek.